# 룩셈부르크 의회

룩셈부르크 의회(룩셈부르크어: D'Chamber, 프랑스어: Chambre des Députés, 독일어: Abgeordnetenkammer)는 60명의 의원으로 구성된 룩셈부르크 대공국의 단원제 의회이다. 의원의 임기는 5년으로 개방명부식 비례대표제로 선출한다.

## 기능
입법
룩셈부르크 의회는 입법과정에서 법안에 발의하고, 이 법안의 통과여부를 결정하기 위한 토론을 한다. 정부뿐아니라 개개 의원도 법안을 발의할 수 있다. 정부법안은 "Projet de loi"라 부르고, 의원발의 법안은 "Proposition de loi"이라 부른다. 법안이 제출되면 해당 상임위로 넘겨서 자세한 검토를 하게 된다. 모든 법안은 자문기관인 국가평의회(Staatsrat)의 동의를 받아야 한다. 법안에 따라서는 여타 기관 (예를 들어 의사협회 같은 직능협회)의 의견을 청취하기도 한다. 그 후 최종적으로 본회의의 논의와 의결을 거치게 된다. 원칙적으로는 모든 법안은 2차례의 동의(1차동의 후 3개월 후 2차 동의)를 받아야하지만, 국가평의회가 인정하는 경우 2차 동의를 생략하기도 한다. 법률은 공보(Mémorial)를 통해 공표한 후 3일이 지나면 효력을 발생하게 된다.
행정부 견제
의회는 입법기능외에 행정부를 견제감시하는 기능을 한다. 의회는 국가 재정을 감시하고, 국정조사를 할 수 있고, 장관에게 질의할 수 있고, 특정한 업무처리나 장관의 직권남용에 대해 수정할 것을 요구할 수 있다.
조약 비준
또 의회는 외국과의 조약에 대해 비준권을 가진다. 의회의 동의 없는 국제조약을 그 효력이 발생하지 않는다. 의회는 의회를 대표해 국제기구에 참여하기도 한다.

## 조직
의장
의회의 의장은 대외적으로 의회를 대표하며, 회의중에는 질서유지와 준법을 책임지며, 의원들의 발언시간을 조정한다. 또 의회의 표결과 결정을 대외적으로 공표한다. 의장 부재시 부의장이나 의원중 연장자 (Doyen)이 그 역할을 대행한다. 의장은 "룩셈부르크 제1 시민"으로 일컬어진다. 현 의장은 로랑 모자르이다.
의회운영 이사회
룩셈부르크 의회가 임기를 시작하면 총회에서 의회운영이사회를 임명한다. 의장, 3인의 부의장 그리고 최대 7인의 위원으로 구성된다. 이사회는 의회의 행정업무를 담당한다. 이사회는 의원들을 재정적, 조직적으로 지원하고, 의회소속직원들을 관리한다. 단, 회의 일정은 교섭단체 대표자회의에서 담당한다.
원내대표자 회의
대표자회의는 의회 의장과 각교섭단체 대표자들로 구성된다. 회의진행 절차를 정하고, 특정법안에 대해 합의하거나, 법안에 대해 검토하는 역할을 한다.
위원회(상임위, 특별위)
위원회는 의회의 임무를 합리적으로 진행하기위한 기구이다. 위원회는 본회전에 법안이나 수정안, 제안에 대해 사전 논의한다. 각 위원회는 정당의 의석비례에 따라 구성된다. 위원회에는 상임위원회와 국정조사위원회, 의회가 결의한 특별위원회가 있다.
상임위원회는 영역별로 법률안을 다룬다. 특별위원회는 한시적으로 설치되는 조직으로 예를 들어 인종, 이민, 마약과 같이 주로 사회적으로 민감한 주제를 다룬다. 국정조사위원회는 정부관련 안건을 다룬다.
교섭단체
의원 5명부터 교섭단체를 구성할 수 있다. 교섭단체에게는 활동에 필요한 지원을 받게 되고, 의회 법안을 제출할 수 있다. 교섭단체의 대표는 의장단회의에 일원되어 사무처의 구성과 의사일정조정에 참여할 수 있다.
| 정당 | 정당                               | 의석 | %    | 집권여부 |  |
| ---- | ---------------------------------- | ---- | ---- | -------- |  |
|      | 민주당, DP                         | 12   | 20.0 | 여당     |  |
|      | 룩셈부르크 사회주의 노동자당, LSAP | 10   | 16.7 | 여당     |  |
|      | 녹색당 G                           | 9    | 15.0 | 여당     |  |
|      | 기독사회인민당, CSV                | 21   | 35.0 | 야당     |  |
|      | 대안민주개혁당, ADR                | 4    | 6.7  | 야당     |  |
|      | 해적당                             | 2    | 3.3  | 야당     |  |
|      | 좌파당                             | 2    | 3.3  | 야당     |  |
| 계   | 계                                 | 60   | 100  |          |  |

## 선거제도

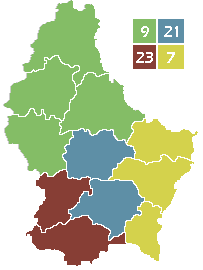
선거구: 녹색: 북부, 파랑: 중부, 빨강: 남부, 노랑: 동부

의회는 60명의 의원으로 구성되며, 임기는 5년이다. 룩셈부르크 전체를 4개의 선거구로 나누고 인구수에 따라 선출 의원수를 정한다. (남부(23), 중부 (21), 북부(9), 동부 (7)).
유권자는 선거 선거구에서 선출하는 후보수 만큼 투표를 할 수 있다. 이 표는 분할해서 여러 정당에 투표할 수 있고, 한 후보에게 두 표까지 집중해서 투표할 수도 있다.
1919년부터 의무투표제를 실시하고 있다. 룩셈부르크 선거명부에 등재되어 있고, 룩셈부르크에 거주하고 있는 누구나 투표에 참여해야 한다. 위반시 법령상으로는 벌금이나 징역형을 규정하고 있지만 적용되지 않는 사문화된 조항이다.
정당별 의석 배정이 선거구별로 정당이 득표한 비율에 따라 의석을 배정한다. 당내에서 득표순에 따라 당선자가 된다.
최다 득표를 한 정당이 대공으로부터 조각권을 위임받아 내각을 구성한다. 과반수를 확보하지 못한 경우 연정을 구성해야 한다. 정부에 참여하는 당선자는 해당 선거구의 정당에 차순이 득표자가 의원직을 이어받게 된다.

## 역사
독일 연방 약관 13조에 따라 룩셈부르크 대공도 1841년 헌법과 의회를 도입한다. 당시 신분의회(Assemblée des Etats) 형태로 의회를 설치했다. 당시 의회는 1848년 3월 혁명 이전의 전통에 따라 권한이 약한 편이었다. 의원정수는 32명이었고, 칸통별로 의원을 선출했다. 당시 선거법은 재산에 따라 차별적으로 투표권이 부여되는 선거제도(sensus suffrage)를 채택했다.
3월 혁명이후 룩셈부르크는 민주주의적 개혁을 단행한다. 1848년 룩셈부르크 대공은 신분의회를 자유선거로 선출된 의회 (Chambre des Députés) 대체하는 헌법을 수용한다. 이때 의회의 권한이 크게 확대되어, 의회는 예산심사권, 법안발의권, 의원의 면책특권을 확보하게 된다.
이어 발생한 반동세력의 승리로 모든 개혁이 취소되고, 구체제로 환원된다. 1856년 구체의 신분의회가 재되입되었다. 하지만 선거법은 이미 1868년부터 제국법을 따르게 된다. 곧 명칭도 의회Chambre des Députés)로 변경되고, 권한도 다시 확대된다. 하지만 여전히 재산에 따른 차등 선권제를 유지했다.
1901년 6월 22일 선거법에 따라 48인으로 구성되는 룩셈부르크 의회가 성립했다. 당시 의원은 칸통을 선거구로 해서 직접선출되었으며, 임기는 6년이었다. 의원의 절반씩 3년 마다 개선했다. 세금부담액이 10프랑크를 넘어야 선거권이 부여됐고, 피선거권을 가지려면 만 24세가 넘어야 했다.
1919년이 되어서야 현대적 의미의 민주적 의회선거가 실시됐다. 이때 보통, 자유, 평등 선거권외에 여성에게도 선거권이 주어졌다.
| 정당 | 정당              | 1945 | 1948 | 1951 | 1954 | 1959 | 1964 | 1969 | 1974 | 1979 | 1984 | 1989 | 1994 | 1999 | 2004 | 2009 | 2013 | 2018 |
| ---- | ----------------- | ---- | ---- | ---- | ---- | ---- | ---- | ---- | ---- | ---- | ---- | ---- | ---- | ---- | ---- | ---- | ---- | ---- |
|      | 기독사회인민당    | 25   | 22   | 21   | 26   | 21   | 22   | 21   | 18   | 24   | 25   | 22   | 21   | 19   | 24   | 26   | 23   | 21   |
|      | 민주당            | 9    | 9    | 8    | 6    | 11   | 6    | 11   | 14   | 15   | 14   | 11   | 12   | 15   | 10   | 9    | 13   | 10   |
|      | 사회주의 노동자당 | 11   | 15   | 19   | 17   | 17   | 21   | 18   | 17   | 14   | 21   | 18   | 17   | 13   | 14   | 13   | 13   | 10   |
|      | 녹색당            |      |      |      |      |      |      |      |      |      | 2    | 4    | 5    | 5    | 7    | 7    | 6    | 9    |
|      | 대안민주개혁당    |      |      |      |      |      |      |      |      |      |      | 4    | 5    | 7    | 4    | 4    | 3    | 5    |
|      | 좌파당            |      |      |      |      |      |      |      |      |      |      |      |      | 1    | 0    | 1    | 2    | 2    |
|      | 해적당            |      |      |      |      |      |      |      |      |      |      |      |      |      |      |      |      | 2    |
|      | 공산당            | 5    | 5    | 4    | 3    | 3    | 5    | 6    | 5    | 2    | 2    | 1    |      |      |      |      |      |      |
|      | 기타              | 1    |      |      |      |      | 2    |      | 5    | 4    |      |      |      |      |      |      |      |      |

1. ↑  동부독립당
2. ↑  대중독립운동
3. ↑  사회민주당
4. ↑  사회민주당 (2), 2차대전 강제노역자 (1), 독립사회당 (1)